# Henry Wynn
Pour les articles homonymes, voir Wynn (homonymie).
Henry Philip Wynn, né le 19 février 1945 et mort le 2 novembre 2024,, est un statisticien britannique.

## Formation et carrière
Il a obtenu un baccalauréat en mathématiques de l'université d'Oxford et un doctorat en statistiques mathématiques à l'Imperial College London. Il a été nommé maître de conférences et puis lecteur à l'Imperial College, avant de partir à la City University de Londres en 1985 en tant que professeur de statistique mathématique (et doyen de la faculté de mathématiques de 1987 à 1995). À la City, il a co-fondé l'Engineering Design Centre.
Il s'installe de nouveau, en 1995, à l'Université de Warwick, en tant que directeur et fondateur de la Risk Initiative and Statistical Consultancy Unit. Il est actuellement, depuis 2003, professeur de statistiques au Département de Statistiques de la London School of Economics où il dirige le Decision Support and Risk Group.
Il a été président fondateur de l'European Network for Business and Industrial Statistics (ENBIS) et il est co-chercheur sur le projet Managing Uncertainty in Complex Models (MUCM) financé par le Conseil de Recherche britannique. Il est l'auteur de près de 140 articles publiés et trois livres/monographies.
Il a travaillé sur un large éventail de la recherche en statistiques théorique et appliquées, en se concentrant principalement sur la construction de modèles. Il a également travaillé sur des projets avec un angle biologique comprenant des travaux de modélisation dynamique en biologie (modèles multi-souches).

## Prix et distinctions
Il est lauréat en 1982 de la médaille Guy en argent décernée par la Royal Statistical Society et en 2011 de la médaille George-Box de l'ENBIS,. Il est membre honoraire de l'Institute of Actuaries (en) et fellow de l'Institut de statistique mathématique.

## Présidence de la Royal Statistical Society
Il a été élu président de la Royal Statistical Society en 1977, le premier président à être élu par un vote contesté. De 1834 à 1978, les présidents de la RSS sont toujours nommés et élus à l'unanimité. En 1978, cependant il y a eu beaucoup d'opposition, lorsque le Conseil a arrangé l'entrée de Sir Campbell Adamson (en) au Conseil, étant entendu qu'il serait candidat et deviendrait président l'année suivante. Cependant, pour la première fois dans l'histoire de la Société, il y a eu une élection pour le Conseil, et Campbell Adamson est arrivé en dernière position des 25 candidats, avec 25 candidats pour 24 sièges au Conseil. C'est le résultat d'une campagne très active par la nouvellement formée Radical Statistics. Malgré cela, Campbell Adamson a été élu président et Radical Statistics a organisé une campagne contre lui. Bien que Henry Wynn soit relativement inconnu à l'époque, il a remporté l'élection et a terminé sa présidence.

## Publications
Monographies depuis 2000
- avec L Pronzato et A Zhigljavsky : « Dynamical Search », Chapman & Hall/CRC, 2000
- avec E Riccomagno et G Pistone : « Algebraic Statistics » , Chapman et Hall/CRC, 2001.

Sélection d'articles
- « The Sequential Generation of D-Optimum Experimental Designs » (Henry P. Wynn), The Annals of Mathematical Statistics (1970) , jstor
- avec Jerome Sacs, William J. Welch et Toby J. Mitchell : « Design and Analysis of Computer Experiments ». Statistical Science (1989). jstor